# Daphnia longiremis
Daphnia longiremis is een watervlooiensoort uit de familie van de Daphniidae. De wetenschappelijke naam van de soort werd in 1861 voor het eerst geldig gepubliceerd door Georg Ossian Sars.